# Hyperledger
Hyperledger (укр. Гіперледжер) це комплексний проєкт розробки блокчейну з відкритим вихідним кодом та пов'язаних з цим інструментів, який було розпочато Linux Foundation у грудні 2015 року. Основною метою проєкту є підтримка спільної розробки мереж з розподіленим реєстром, заснованих на технології блокчейн.

## Історія і цілі проєкту
У грудні 2015 року Linux Foundation анонсувала створення проєкту Hyperledger. Імена компаній-засновників були оголошені у лютому 2016, до яких 29 березня того ж року приєдналися ще десять учасників і було затверджено склад ради правління. 29 травня виконавчим директором проєкту призначили Брайана Белендорфа.
Метою проєкту є посилення міжгалузевої співпраці за допомогою технології блокчейну та мереж з розподіленим реєстром. Особлива увага приділяється підвищенню продуктивності та надійності цих систем (у порівнянні з аналогічними криптовалютними розробками), аби вони могли використовуватися технологічними, фінансовими та компаніями-постачальниками в масштабах глобальних комерційних оборудок. Проєкт поєднуватиме незалежні відкриті стандарти та протоколи за допомогою фреймворків для створення специфічних модулей, включно з блокчейнами з власними механізмами досягнення консенсусу та порядком збереження даних, а також ідентифікаційними сервісами, контролем доступу та смарт-контрактами. Попри чутки, згідно з заявою Брайана Белендорфа, введення та використання власної криптовалюти у проєкті ніколи не відбудеться.  
На початку 2016 проєкт розпочав розглядати пропозиції щодо створення вихідного коду та інших ключових технологічних елементів. Однією з перших пропозицій було поєднати попередні розробки Digital Asset, механізм досягнення консенсусу від Blockstream та OpenBlockchain від IBM. Пізніше ця технологія отримала назву Fabric. У травні розпочалася розробка мережі з розподіленим реєстром Sawtooth від Intel.
12 червня 2017 року проєкт анонсував готову до промислового використання версію Hyperledger Fabric 1.0 який одразу почав набирати популярність на ринку ICO. Того ж місяця London Stock Exchange Group, спільно з IBM, заявила про початок розробки блокчейн-платформи на базі Hyperledger Fabric для випуску цифрових акцій італійських компаній. У серпні 2017, компанія Oracle приєдналася до консорціуму Hyperledger і  оголосила про початок розробки власного хмарного блокчейн-сервісу. У вересні 2017 Королівський банк Канади почав використовувати Hyperledger для міжбанківських розрахунків з США.

## Учасники та управління
Засновниками та першими учасниками проєкту були незалежні розробники блокчейнів (Blockchain, ConsenSys, Digital Asset, R3, Onchain), відомі технологічні компанії (Cisco, Fujitsu, Hitachi, IBM, Intel, NEC, NTT DATA, Red Hat, VMware), постачальники фінансових послуг (ABN AMRO, ANZ Bank, BNY Mellon, CLS Group, CME Group, the Depository Trust & Clearing Corporation (DTCC), Deutsche Börse Group, J.P. Morgan, State Street, SWIFT, Wells Fargo), розробники програмного забезпечення для бізнесу (напр., SAP), науково-дослідні установи (Кембриджський центр альтернативних фінансів), системні інтегратори та інші компанії (Accenture, Calastone, Wipro, Credits, Guardtime, IntellectEU, Nxt Foundation, Symbiont).
Рада правління проєкту Hyperledger складається з двадцяти учасників, на чолі з Блайт Мастерс, (виконавчий директор компанії Digital Asset). До складу керівного технічного комітету входять дванадцять учасників; голова комітету - Крістофер Ферріс (технічний директор Open Technology в IBM).

## Фреймворки

### Hyperledger Burrow
Burrow - це блокчейн-клієнт з вбудованою віртуальною машиною, яка працю на базі специфікації Ethereum. Розробляється та спонсорується компаніями Monax та Intel.

### Hyperledger Fabric
Hyperledger Fabric це закрита блокчейн-мережа, яку починали розробляти IBM та Digital Asset, яка надає можливість створення модульної архітектури з розподілом ролей між вузлами мережі, виконання смарт-контрактів (у Fabric вони називаються "чейн-код"), гнучким механізмом досягнення консенсусу та іншими сервісами. Fabric-мережа включає "рівноправні вузли", які виконують чейн-код, мають доступ до розміщених даних, перевіряють операції та взаємодіють з додатками. "Вузли зв'язку" забезпечують стабільну роботу блокчейну та передають інформацію про перевірені операції до інших вузлів мережі. Постачальник віддалених послуг, які виконують функцію аутентифікації учасників за ролями, оперують сертифікатами X.509.
Fabric в першу чергу створювалася для інтеграції з проєктами, які потребують використання технологій розподіленого реєстру. Для роботи з цією технологією потрібно лише вміти користуватися SDK для Node.js, Java або Go.
Fabric підтримує чейн-код, написаний на Go або JavaScript (через Hyperledger Composer, або нативно з версії 1.1), а також написаний на інших мовах програмування, таких як Java (після установки необхідних модулей). Такий підхід забезпечує більшу гнучкість у порівнянні з технологіями, які використовують закриті мови для створення смарт-контрактів.

### Hyperledger Iroha
Базується на Hyperledger Fabric, з акцентом на розробку мобільних додатків. Головний розробник - японська компанія Soramitsu.

### Hyperledger Sawtooth
Засновником технології Sawtooth є компанія Intel. Вона має динамічні механізми досягнення консенсусу, які дозволяють проводит "гарячу заміну" у працюючій мережі. Sawtooth підтримує смарт-контракти на базі Ethereum  через процесор транзакцій, який інтегровано в  Hyperledger Burrow. Окрім підтримки Solidity, Sawtooth має інструменти розробки для Python, Go, Javascript, Rust, Java, та C++.

### Hyperledger Indy
Indy - це проєкт Hyperledger, спрямований на забезпечення незалежної ідентифікації у мережах з розподіленим реєстром. Він надає інструменти, бібліотеки, та компоненти, що допускають реконфігурацію, для забезпечення можливості цифрової аутентифікації в блокчейн- або інших мережах з розподіленим реєстром. Основний розробник - Sovrin Foundation.

## Інструменти

### Hyperledger Caliper
Hyperledger Caliper це інструмент контролю продуктивності роботи блокчейн-мережі і один з проєктів  Hyperledger, створених Linux Foundation. Він дозволяє користувачам вимірювати ефективність роботи специфічних аспектів блокчейн-мережі за допомогою попередньо визначених параметрів. Hyperledger Caliper надає звіти, що містять різні показники продуктивності, такі як кількість транзакцій на секунду, затримка транзакцій, використання ресурсів і т. п. Результати, отримані від Caliper використовуються у інших проєктах Hyperledger при розробці власних фреймворків, а також допомагають при виборі блокчейн технології, яка б найкращим чином відповідала специфічним потребам користувача. Розробку.Hyperledger Caliper розпочинали розробники з Huawei, Hyperchain, Oracle, Bitwise, Soramitsu, IBM та Будапештського університету технології та економіки.

### Hyperledger Cello
Hyperledger Cello - це модульний набір інструментів та один з проєктів Hyperledger, створених Linux Foundation. Його основне завдання -  розробка моделі розгортання блокчейну "на вимогу" для зменшення витрати зусиль на створення, керування та видалення блокчейн-мережі. Hyperledger Cello постачає "хмарні" ефективні та автоматичні блокчейн-сервіси для різних інфраструктур, наприклад, для фізичних серверів, віртуальних машин,  контейнерних платформ і т. п. Значний внесок в розробку Hyperledger Cello зробила IBM, спонсорами також виступали Soramitsu, Huawei та Intel.

### Hyperledger Composer
Hyperledger Composer - це набір інструментів спільної розробки для створення бізнес-мереж на базі блокчейн-технології. За допомогою Composer розробники та підприємці можуть просто та швидко створювати смарт-контракти та блокчейн-додатки для розв'язання бізнес-проблем. Написаний на JavaScript, з використанням таких сучасних інструментів як node.js, менеджера пакетів npm та популярних текстових редакторів, Composer пропонує бізнес-орієнтовані абстракції, а також зразки додатків з  можливістю тестування процесів розробки та експлуатації. Все це допомагає створювати потужні блокчейн-рішення, які поєднують вимоги підприємців з розвитком технологій.
Інструментарій управління пакетами розробляється IBM. Composer - це потужний інструмент для прототипування, орієнтований на пряму взаємодію з користувачем. Він працює на базі Hyperledger Fabric, що дозволяє легко керувати активами (інформація, що зберігається в блокчейні), учасниками (управління ідентифікаційними даними) та транзакціями (чейн-код, або смарт-контракти, які оперують активами від імені учасників). Кінцевий варіант додатку можна експортувати в якості пакета (файл формату .bna), який може бути виконаний у реалізації Hyperledger Fabric, з підтримкою Node.js-додатку (на базі фреймворку Loopback) і надати REST-інтерфейс для зовнішнього програмного забезпечення.
Composer має графічний інтерфейс - "гральний майданчик" (англ. Playground) для створення додатків, тому може послужити відмінною відправною точкою для підтвердження концепції.

### Hyperledger Explorer
Hyperledger Explorer - це блокчейн-модуль та один з проєктів Hyperledger, створених Linux Foundation. Його основним завданням є створення простих та зручних вебдодатків з можливістю перегляду, виклику, розгортання або створення запитів до блоків, транзакцій та пов'язаних з ними мережевих даних (ім'я, статус, список вузлів), чейн-кодів та груп транзакцій, а також іншої інформації, що зберігається в блокчейні. Розробкою Hyperledger Explorer займаються IBM, Intel і DTCC.

### Hyperledger Quilt
Hyperledger Quilt - це бізнес-інструмент, заснований на технології блокчейн, та один з проєктів Hyperledger, створених Linux Foundation. Hyperledger Quilt розроблено для створення взаємодії між блокчейн-мережами шляхом впровадження міжмережевого протоколу Interledger (також відомий як ILP), який початково розроблявся як платіжний протокол для передачі цінностей у розподілених і нерозподілених мережах. Протокол Interledger забезпечує "атомні свопи" між мережами та ідентифікацію одного акаунта в межах різних мереж. Hyperledger Quilt почали розробляти NTT Data та Ripple.

## Зовнішні посилання
- Офіційний вебсайт [Архівовано 16 вересня 2018 у Wayback Machine.]
- Список учасників проєкту [Архівовано 18 вересня 2018 у Wayback Machine.]